# 劉遺
刘遗（？—前74年），西汉菑川靖王刘建子，公元前109年继承父位为菑川王，公元前74年卒，在位36年（據《史記》世家及《漢書》本傳，《漢書》表作在位35年。），谥顷，子刘终古嗣。
| 前任： 父靖王刘建 | 西汉菑川王 前109年—前74年 | 繼任： 子思王刘终古 |